# Juin 1795

## Événements

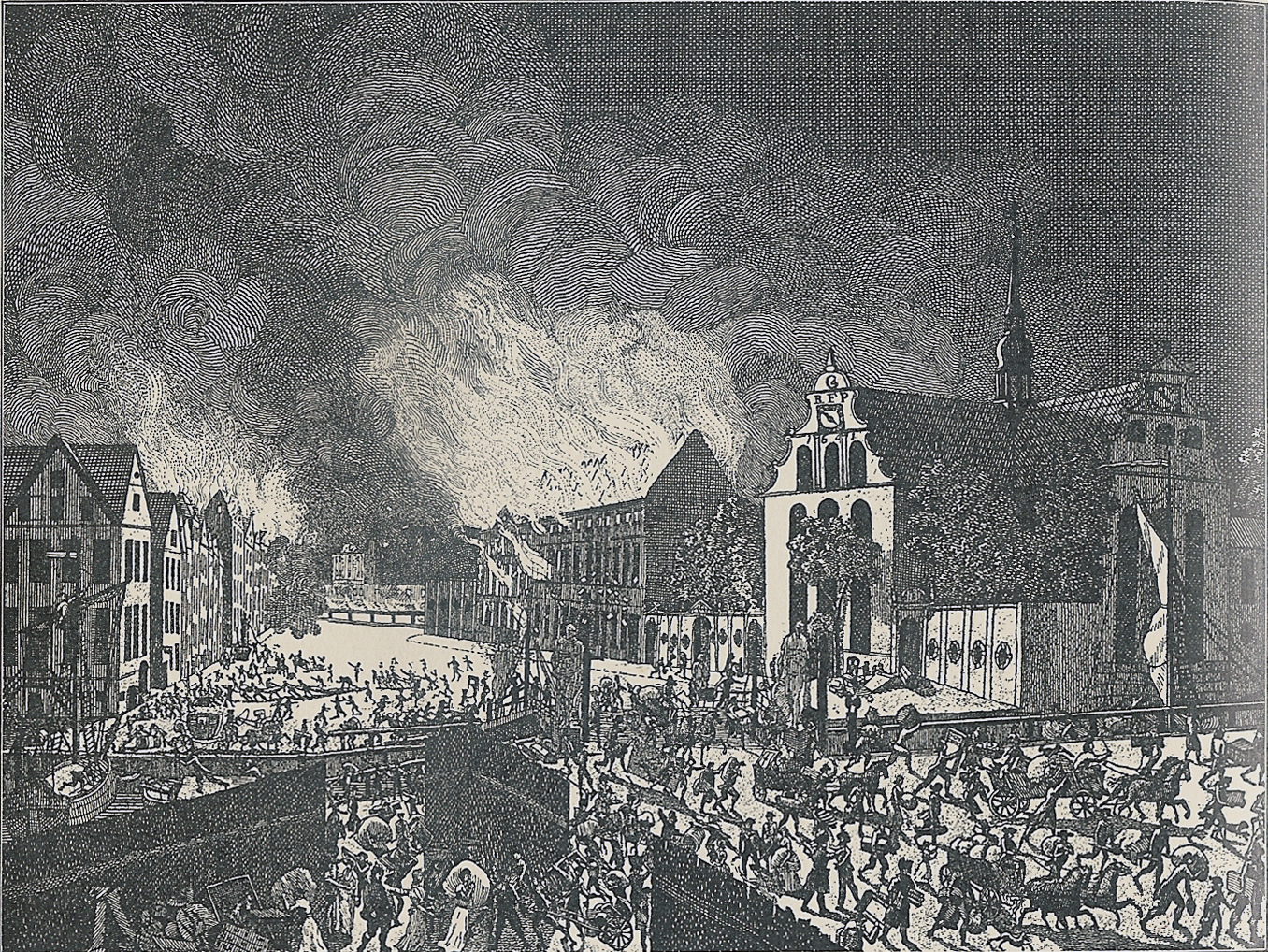
5-7 juin : incendie de Copenhague

- 1er juin, France : bataille de Mirebalais.

- 5 juin, France : bataille de Florange.

- 5 - 6 juin : bataille d'Argentré (1795).

- 5 - 7 juin : grand incendie de Copenhague[1].

- 7 juin : fin du siège de Luxembourg.

- 8 juin, France : mort du jeune Louis XVII au Temple. Le comte de Provence prend le nom de Louis XVIII et publie un manifeste à Vérone (punition des régicides, rétablissement des ordres et de la monarchie). Une partie de l'opinion royaliste modérée se détourne de lui.

- 11 juin : Youssef Karamanli devient pacha de Tripoli[2] (fin en 1835). Le commerce transsaharien au départ de Tripoli vers Tombouctou, Kano ou le lac Tchad connaît un essor continu jusqu’en 1910. L’activité des marchands de Ghadamès favorise cette prospérité.

- 12 - 19 juin : raid du Pont-de-Buis.

- 12 juin - 17 septembre : les Britanniques prennent la province du Cap en Afrique du Sud après l’occupation des Provinces-Unies par la France (fin en 1802)[3].

- 13 juin, France : le futur Maréchal d'Empire Louis-Alexandre Berthier est nommé général de division.

- 21 juin : l'explorateur britannique Mungo Park atteint l'embouchure de la Gambie. Il remonte le fleuve puis atteint les rives du Niger. Il visite le royaume bambara du Kaarta (février 1796), sans pouvoir pénétrer à Ségou où le souverain refuse de le recevoir (21 juillet 1796). Il va à Koulikoro  et à Bamako (20 et 23 août 1796) avant de revenir en Gambie à travers le pays mandingue et la vallée de la Falémé (fin en 1797)[4].

- 23 juin : victoire navale britannique à la bataille de Groix[5].

- 23 - 27 juin : débarquement des émigrés à Quiberon[6].

- 23 juin - 21 juillet : Expédition de Quiberon.

- 25 juin : bataille des Essarts.

- 26 juin : combat de Pontsal.

- 26 juin : bataille du tumulus Saint-Michel.

- 28 juin : 
  - bataille de Beaulieu-sous-la-Roche.
  - Combat du Pont de Cantache.
  - Deuxième combat de Pontsal.

- 29 - 30 juin : bataille d'Auray.

- 30 juin : premier combat de La Gravelle.

- 30 - 1er juillet : première bataille de Landévant.

## Naissances
- 24 juin : Ernst Heinrich Weber (mort en 1878), médecin allemand.
- 30 juin : Joseph Bienaimé Caventou (mort en 1877), pharmacien français.

## Décès
- 8 juin : Louis de France, fils de Louis XVI et Marie-Antoinette (° 1785, 10 ans)
- 9 juin : François Chopart, chirurgien français, né en 1743.
- 17 juin : Amateur-Jérôme Le Bras des Forges de Boishardy, militaire français et chef chouan (° 13 octobre 1762).
- 23 juin : Alexeï Antropov, peintre russe (° 25 mars 1716)